# Exili austriacista

Escut d'armes del Sacre Imperi Romanogermànic.

L'exili austriacista va ser l'abandonament forçós d'Espanya de diverses desenes de milers d'austriacistes a conseqüència de la repressió borbònica en la Guerra de Successió Espanyola desencadenada pel rei Felip V d'Espanya contra ells per haver-se rebel·lat i haver recolzat Arxiduc Carles en les seves aspiracions a ocupar el tron de la Monarquia Hispànica després de la mort sense descendència del rei de la Casa d'Àustria Carles II. L'exili va afectar especialment els Estats de la Corona d'Aragó, que majoritàriament es van decantar per l'arxiduc, que van proclamar com el seu sobirà amb el títol de Carles III, mentre que els habitants de la Corona de Castella en la seva immensa majoria es van mantenir fidels a Felip de Borbó. Aquesta emigració forçosa és considerada per l'historiador Joaquim Albareda com el primer exili polític de la història d'Espanya. Molts dels exiliats es van refugiar a Viena al costat de l'arxiduc Carles, que des de desembre de 1711 era l'emperador del Sacre Imperi Romanogermànic amb el títol de Carles VI.

## La repressió borbònica

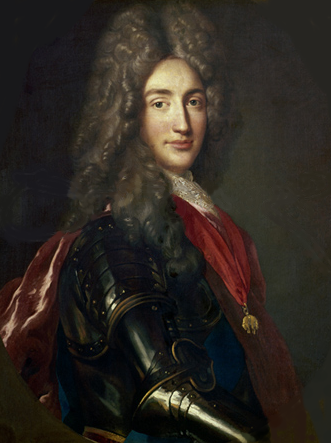
James Fitz-James, I duc de Berwick, fill de Jacob II d'Anglaterra de la dinastia Estuard

Després de la rendició dels regnes de València i d'Aragó —poques setmanes després de la derrota de l'exèrcit de l'arxiduc Carles a la batalla d'Almansa del 25 d'abril de 1707— el duc de Berwick va dur a terme una duríssima repressió contra els austriacistes, recorrent fins i tot a la col·laboració de la Inquisició. Molts van ser detinguts i empresonats malgrat l'indult que havia ofert Felip V, i es van embargar els diners, les rendes i els drets de tots ells i dels quals estaven absents —labor en la qual va destacar Melchor de Macanaz.
Els austriacistes van denunciar la repressió que van patir a repetides ocasions com en un escrit de 1710 al qual es deia:
| « | Robatoris, saquejos, incendis, estralls, atrocitats, tiranies i sacrilegis executaren els enemics a València i Aragó… a València va durar més de tres anys la persecució amb el mateix furor i estrall que al principi, doncs no va cessar la forca cap setmana en què no es veiessin deu i dotze en ella que van excedir el nombre de tres mil homes els que van patir semblant càstig, que semblava voler reduir a desert les ciutats portant la màxima de contenir amb el rigor i la por aquells naturals. | » |

No obstant això, sens dubte va ser Catalunya el territori que va ser més castigat per la repressió, la qual cosa és lògic, ja que va ser el principal i últim bastió de la resistència austriacista —Catalunya va seguir combatent als borbònics en solitari, fins i tot després de concertada la Pau d'Utrecht que va posar fi a la guerra a Europa.
Com al Regne de València va ser el duc de Berwick que va dirigir la repressió contra els austriacistes només produir-se la capitulació de Barcelona el 12 de setembre de 1714. Les decisions que va prendre li venien dictades per unes instruccions que li havia lliurat Felip V sobre el tracte que havia de donar als resistents quan la ciutat caigués, s'hi deia que «es mereixen ser sotmesos al màxim rigor segons les lleis de la guerra perquè serveixi d'exemple per tots els meus altres súbdits que, a semblança seva, persisteixen en la rebel·lió». El duc Berwick va escriure a les seves Memòries que aquella ordre li va semblar desmesurada i «poc cristiana». Segons Berwick, aquesta s'explicava perquè Felip V i els seus ministres consideraven que «tots els rebels havien de ser passats a degolla» i «els que no havien manifestat la seva repulsa contra l'arxiduc havien de ser tinguts per enemics».

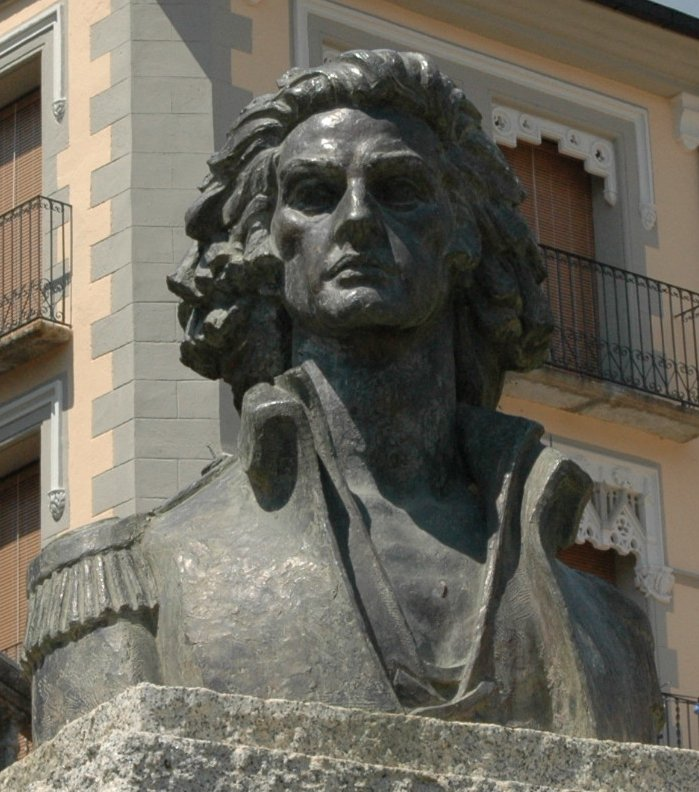
Bust del general Josep Moragues a la plaça Major de Sort.

Malgrat el que pensava sobre les ordres que havia rebut el duc de Berwick les va complir només entrar a la ciutat de Barcelona el 13 de setembre de 1714. Així va ordenar, en contra de les garanties que els havia ofert, que vint-i-cinc dels oficials que havien lluitat en la defensa de Barcelona fossin detinguts i empresonats. Entre ells hi havia els generals Antoni de Villarroel, comandant general de l'Exèrcit de Catalunya, i Joan Baptista Basset, que havia liderat la insurrecció austriacista del Regne de València de 1705. Molts d'ells van morir a la presó i uns altres van romandre a la presó fins a la signatura del Tractat de Viena de 1725. Especial rellevància va tenir l'execució del general Josep Moragues, que primer va ser arrossegat pels carrers per un cavall, després degollat i esquarterat, i finalment el seu cap va ser penjat en una gàbia al Portal del Mar —un costum només aplicat fins llavors als bandolers— perquè servís de recordatori de qui ostentava ara el poder a Catalunya després de la derrota austriacista.
Berwick va recórrer a les delacions obtingudes mitjançant amenaces o recompenses que es van saldar amb la detenció d'unes 4.000 persones sospitoses d'austriacisme, que en la seva immensa majoria van ser condemnades a la pena de mort —executada en públic perquè servís d'escarment—, a llargues condemnes a les galeres o a la deportació, a més de la confiscació dels seus béns i propietats. El cronista austriacista Francesc Castellví va descriure l'ambient de persecució que es va viure en aquells dies a Barcelona i a Catalunya:
| « | La condició dels catalans en aquest govern va ser la més trista. No només era perillós el parlar, sinó també el callar, i àdhuc els pensaments pagaven tribut i rebien dany... Si es parlava, s'interpretava i se subvertia el sentit; si no es parlava, es conjeturaba poca satisfacció i gust del govern. | » |

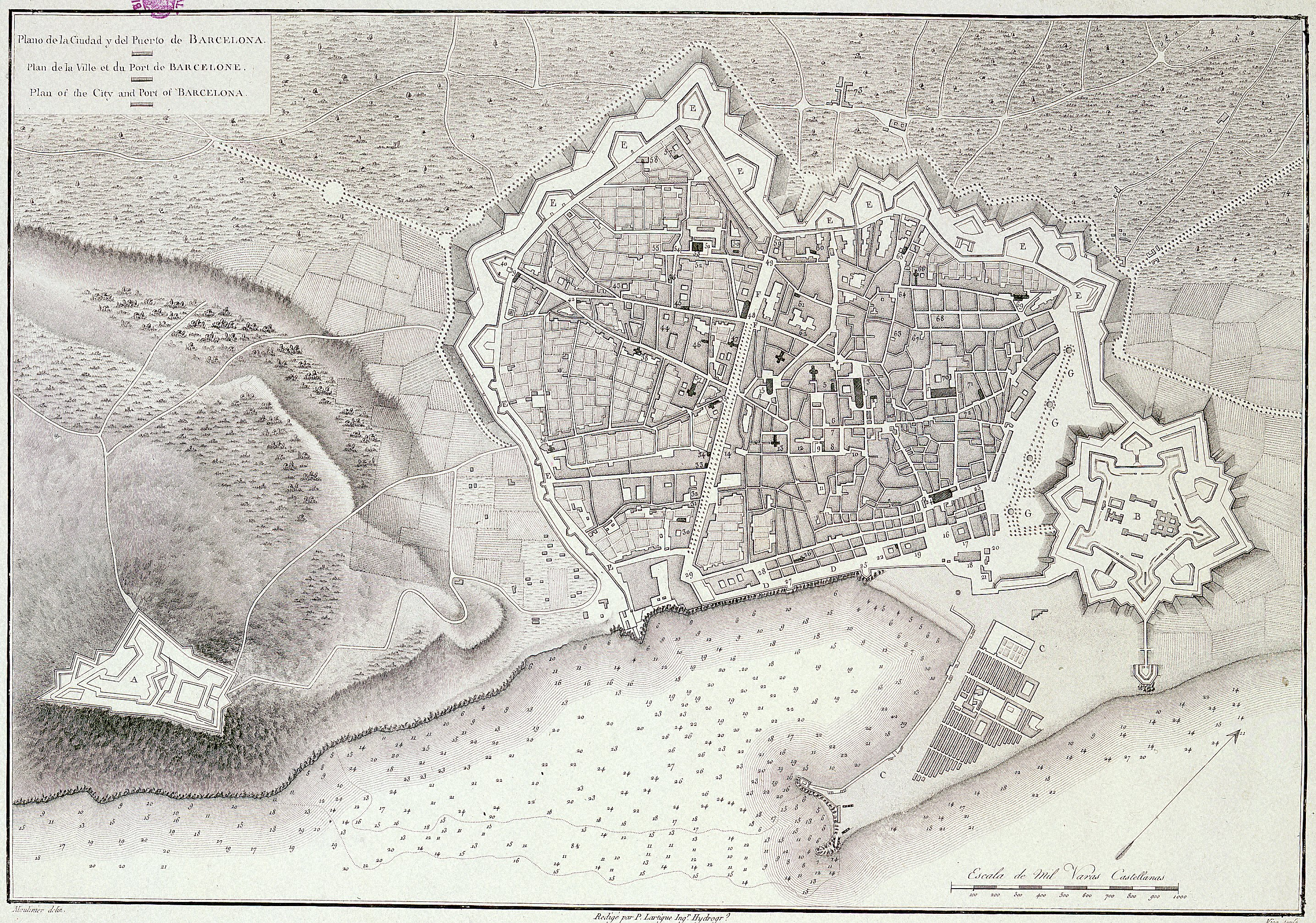
Plànol de Barcelona de 1806 amb la Ciutadella, a la dreta, integrada dins de les muralles de la ciutat.

Als quals no van ser executats o empresonats se'ls va obligar a marxar a l'exili i es va prohibir la correspondència amb els territoris sota la sobirania de l'emperador Carles VI. En aquesta tasca repressiva va col·laborar amb entusiasme una part del clergat.
Una altra de les mesures que es van adoptar va ser la construcció de la Ciutadella per mantenir Barcelona sota el control borbònic.
La repressió borbònica va ser valorada per l'historiador francès Rousset de Missy en una obra publicada el 1719 d'aquesta forma:
| « | Com un rigor excessiu és, amb freqüència, considerat com una gran injustícia, no tothom va elogiar igualment la venjança que aquest príncep [Felip V] va exercir contra els rebels conduïda fins a límits extrems, del rigor dels quals hi ha pocs exemples en la Història. | » |

## L'exili austriacista

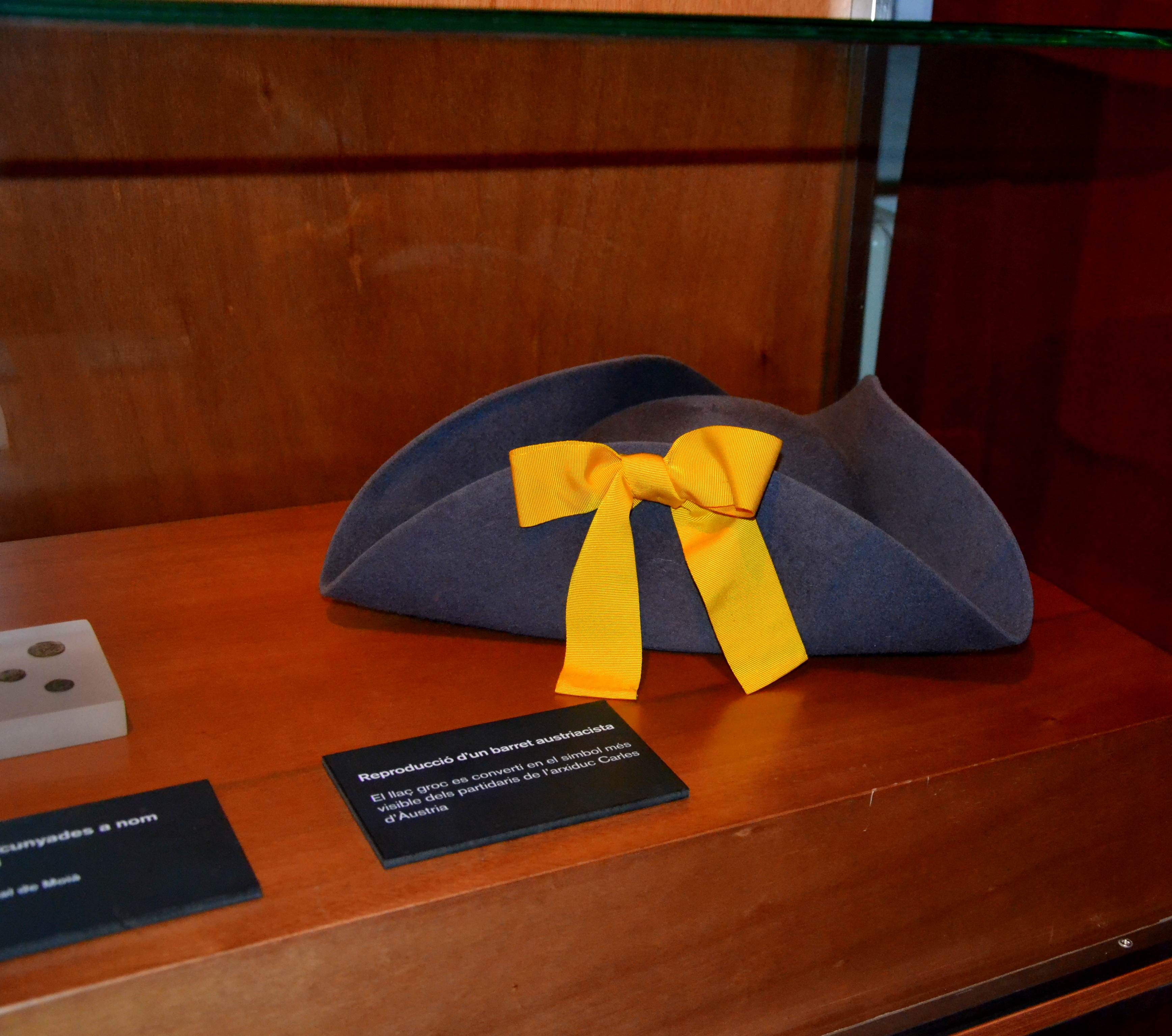
Barret austricista.

Encara que també va existir un exili filipista integrat pels partidaris de Felip V que van ser obligats entre 1705 i 1707 a abandonar els Estats de la Corona d'Aragó quan aquests es van decantar per l'Arxiduc Carles —alguns es van refugiar a Perpinyà on van rebre l'ajuda de Lluís XIV—, l'exili austriacista a conseqüència de la seva derrota en la Guerra de Successió Espanyola va ser molt més important, ja que "va aconseguir unes dimensions sense precedents en la història d'Espanya: entre 25.000 i 30.000 persones".
Després de la fracassada primera entrada a Madrid de l'Arxiduc Carles de 1706 un petit grup d'austriacistes castellans van seguir a Carles III fins a la seva cort situada a Barcelona. Però la primera onada important d'exiliats austriacistes va tenir lloc després de la victòria borbònica en la batalla d'Almansa del 25 d'abril de 1707 que va suposar la conquesta per Felip V dels regnes rebels de València i d'Aragó. Així molts valencians i aragonesos partidaris de l'Arxiduc van marxar a Barcelona. L'exili pròpiament dit, l'abandó d'Espanya, es va iniciar amb la marxa de l'emperadriu Elisabet Cristina de Brunsvic-Wolfenbüttel de Barcelona al març de 1713 i sobretot després de l'ocupació borbònica de la capital del Principat de Catalunya al setembre de l'any següent. Una segona onada més reduïda es va produir més tard a conseqüència del rebrot de la repressió borbònica en moments de crisi internacional que coincidia amb el renaixement de la resistència austriacista com va ocórrer amb el moviment dels Carrasclets de 1717-1719 durant la guerra que va mantenir Felip V contra la "Cuàdruple Aliança", garant dels Tractats d'Utrecht-Rastatt.
La destinació principal dels exiliats van ser les antigues possessions de la Monarquia Hispànica a Itàlia, com el Regne de Nàpols, l'illa de Sardenya o el Ducat de Milà, i els Països Baixos espanyols, estats que havien passat a la sobirania de l'Arxiduc Carles, convertit en l'emperador Carles VI del Sacre Imperi Romanogermànic. Una altra part es va establir a Portugal, França i l'illa de Mallorca. Uns 1.500 van marxar a la capital de l'Imperi, Viena, on alguns dels exiliats van ocupar càrrecs importants en la cort de Carles VI com el català marquès de Rialb nomenat secretari d'Estat i del Despatx. Va haver-hi un grup d'uns 800 colons que van fundar Nova Barcelona en el Banat de Temesvar en el Regne d'Hongria, que també era un domini de Carles VI.
Un dels centres més actius de l'exili austriacista va ser Nàpols, on alguns exiliats van formar part del Col·legi de Santa Clara com els juristes catalans Domènec d'Aguirre i Francesc Solanes, i Pau Vilana Perles, germà del Marquès de Rialb, va ser arquebisbe de Salern. Allí residien també prop de 900 oficials. Un altre centre va ser Roma, on es van refugiar sobretot eclesiàstics que es van posar sota la protecció del papa. El govern borbònic va destacar a Roma a Josep Molines perquè informés de les seves activitats, la fidelitat de les quals li valdria ser nomenat més tard inquisidor general, encara que no va arribar a exercir el càrrec perquè va morir en una presó de Milà, on havia estat detingut quan tornava a Espanya des de Roma.
Dels exiliats es va ocupar per ordre de Carles VI el Consell Suprem d'Espanya, creat a la cort de Viena a la fi de 1713 perquè atengués els assumptes dels territoris italians (Nàpols, Sardenya i Milà) i dels Països Baixos recentment incorporats a la Casa d'Àustria, i la denominació de la qual responia al desig de l'emperador de deixar patent que no renunciava en absolut a les seves aspiracions a la corona hispànica. L'ajuda als exiliats per part d'aquest organisme es va concretar en el pagament de rendes i pensions perquè sobrevisquessin que procedien dels béns confiscats als partidaris de Felip V dels estats italians incorporats a la Corona de Carles VI. Aquest finançament va durar fins al 1734, any en què el Regne de Nàpols i el Regne de Sicília van passar a sobirania del fill de Felip V, el príncep Carles —futur Carles III d'Espanya. En aquesta ajuda va tenir un paper essencial el marquès de Rialb, que no només va assumir l'auxili dels exiliats a Viena, sinó que va crear una Reial Butxaca Secreta sota el seu control directe dedicat als nous vassalls de l'emperador —espanyols, italians i flamencs— i que avançava els diners quan es retardaven les rendes i pensions que els corresponien als exiliats espanyols.

### El "partit espanyol" en la cort de Viena
Els exiliats que van ocupar càrrecs importants en la cort de Carles VI, van formar el que es va anomenar "partit espanyol", encapçalat per Ramon de Vilana Perles, marquès de Rialb, secretari d'Estat i del Despatx Universal, la qual cosa va aixecar els recels de la resta d'alts dignataris de Viena que formaven l'anomenat "partit alemany", encapçalat pel comte Johann Wenzel Wratislaw, canceller de Bohèmia i amic personal de l'emperador, el general Guido von Starhemberg i el príncep de Liechtenstein, antic preceptor de l'Arxiduc —encara que el "clan espanyol" comptava amb el suport de l'emperadriu. En la secretaria Rialb va nomenar com a oficials a membres de la seva família i altres destacats austriacistes com Pedro Pascual Cano, Juan Amor de Soria i Agustín de Pedrosa.
A més de Rialb, els membres del "partit espanyol" l'integraven: l'arquebisbe de València Antoni Folch de Cardona, president del Consell Suprem d'Espanya; Josep Folch de Cardona, president del Consell de Flandes; i les catalanes Marianna Pignatelli i d'Americ, casada amb el comte d'Althann, amic personal de Carles VI, i Josepa de Copons, casada amb l'oficial napolità Rocco Stella, un altre home de confiança de l'emperador. A més destacats militars espanyols austriacistes van manar regiments imperials. Tots ells juntament amb els oficials de la Secretària d'Estat i del Despatx, i escriptors i juristes com Francesc Castellví o Josep Plantí, van desenvolupar una important activitat cultural, social i religiosa a Viena, i van crear l'Hospital dels Espanyols dedicat als soldats i oficials ferits en combat.
La influència del "partit espanyol" en la política imperial va ser molt important perquè Carles VI va confiar sobretot en els seus consellers espanyols i italians —com el napolità Rocco Stella—, perquè en la seva majoria eren els que havien estat al costat d'ell en la cort de Barcelona entre 1705 i 1711. Així l'emperador utilitzava amb ells exclusivament el castellà —el català també el dominava— i no l'alemany. D'entre tots ells el que destacava era el marquès de Rialb qui, sobretot després de la mort de Stella, va ser el màxim confident de Carles VI —per damunt fins i tot del príncep Eugeni de Savoia, que era el principal ministre del govern. En la confiança que va dipositar Carles VI a Rialb i en general en el "clan espanyol" probablement va influir l'enyorança que sentia pels seus anys a Barcelona que va quedar plasmada en múltiples escrits, certs costums gastronòmics i alguns monuments que va manar aixecar —es va dir que l'última paraula que va pronunciar abans de morir va ser «Barcelona».

## El Tractat de Viena de 1725 i el retorn dels exiliats
Poc temps després d'acabada la Guerra de Successió, Felip V va concedir algunes mesures de gràcia que van permetre tornar a Espanya a uns 3.000 exiliats austriacistes, encara que cada cas va ser examinat per la Junta de Dependència d'Estranyats i Bandejats que, entre altres coses, havia d'assegurar-se que la persona a la qual es permetia tornar no havia participat en la resistència de Barcelona. No obstant això, "l'esperança dels austriacistes, i també d'alguns governants borbònics, en un perdó general de Felip V no va trigar a esvair-se. El recel i la desconfiança cap als austriacistes, inclosos els eclesiàstics, van seguir vius en els anys de la postguerra".
L'amnistia als austriacistes no va arribar fins a la signatura del Tractat de Viena el 30 d'abril de 1725 que va posar fi diplomàticament a la Guerra de Successió Espanyola, ja que segons l'estipulat en el mateix l'emperador Carles VI va renunciar als seus drets a la Corona d'Espanya i va reconèixer com a rei d'Espanya i de les Índies a Felip V, mentre que aquest reconeixia a l'emperador la sobirania sobre les possessions d'Itàlia i dels Països Baixos que havien correspost a la Monarquia Hispànica abans de la guerra. En un dels documents del Tractat Felip V atorgava l'amnistia als austriacistes i es comprometia a retornar-los els seus béns que havien estat confiscats durant la guerra i en la immediata postguerra. Així mateix se'ls reconeixien els títols que els hagués atorgat Carles III l'Arxiduc, però en plantejar de nou l'emperador el «cas dels catalans» Felip V va tornar a negar-se a restablir les institucions i lleis pròpies dels Estats de la Corona d'Aragó, i l'emperador va acabar cedint, la qual cosa va suscitar les crítiques entre certs sectors austriacistes.
El Tractat de Viena suposava, doncs, que els exiliats austriacistes podien tornar a Espanya i recuperar els seus béns i dignitats. No obstant això, el procés va ser complex i llarg perquè les autoritats borbòniques no van posar massa obstinació en això. Com ha assenyalat Joaquim Albareda, "la lentitud va ser tal que la devolució de béns al Principat de Catalunya no va concloure fins al regnat de Carles III".

### La divisió de l'austriacisme i l'«austriacisme persistent»
La signatura del Tractat de Viena va provocar la divisió de l'austriacisme en dues tendències: una oficialista i dinasticista (radicada a Viena), que considerava que s'havia obtingut el màxim que es podia aconseguir de Felip V: l'amnistia i la devolució dels béns i dignitats dels austriacistes; i una altra "constitucionalista" (radicada a Catalunya) que considerava que s'havia renunciat a l'essencial —la restitució de les lleis i institucions pròpies del Principat— i que encara confiava en un canvi polític. El desencantament d'aquesta última tendència es veu reflectit en el dietari del reusenc Ramón Fina que lamentava que els catalans quedarien «esclaus per sempre» sota el «patrocini» de Felip V, sent governats per botiflers, «negres de cor, traïdors a sa pàtria i sanch» ('negres de cor, traïdors a la seva pàtria i sang').

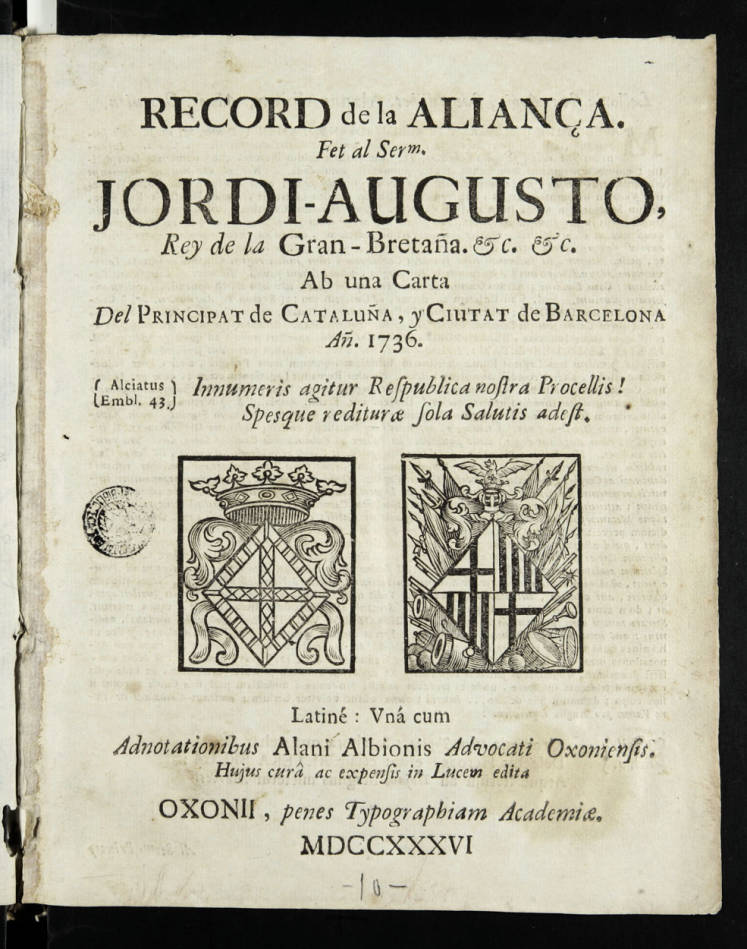
L'opuscle atribuït a Rafael Casanova Record de l'Aliança recorda al rei Jordi II d'Anglaterra l'aliança pactada a Gènova el 1705 entre el Principat de Catalunya i el Regne d'Anglaterra a fi d'auxiliar a l'Arxiduc Carles "a la sencera recuperació de tota la Monarquia d'Espanya",
La implicació de Felip V en la Guerra de Successió Polonesa (1733-1738) a causa dels Pactes de Família va desencadenar les esperances dels austriacistes de recuperar la «Llibertat de Catalunya». Va ser publicat el gener de 1736, el «22è any de la nostra esclavitud».

Bona part dels austriacistes de Viena, especialment els que ocupaven càrrecs en la cort imperial, no van tornar a Espanya, i allí van mantenir una destacada activitat política i intel·lectual i van mantenir contactes, com el comte de Cervelló, amb destacats erudits residents a Espanya com els valencians Gregori Mayans, de família austriacista, i Manel Martí. El jurista Domènec Aguirre va publicar a Viena i a Venècia diversos estudis destinats a preservar la memòria de les institucions catalanes suprimides per Felip V, singularment la Generalitat de Catalunya, i a defensar l'estructura "federal" de la monarquia composta dels Àustries.
Aquesta activitat publicitària es va intensificar durant la crisi internacional oberta per la Guerra de Successió Polonesa (1734-1738) i en la qual el «cas dels catalans» va tornar a plantejar-se. En aquells anys van aparèixer diverses obres com Record de l'Aliança, atribuïda a l'antic conseller en cap Rafael Casanova i en la qual es denunciaven els compromisos incomplerts pels britànics; La veu precursora de la veritat, en la qual es propugnava la formació d'una gran aliança antiborbònica; o Via fora els adormits, que defensava el retorn a la Monarquia dels Àustries i si no era possible que els britànics imposessin una «república lliure del Principat». Encara que el text més important d'aquest "austriacisme persistent", com el va anomenar l'historiador i economista català Ernest Lluch, va ser la Malaltia crònica i perillosa dels regnes d'Espanya i d'Índies (1741) de l'aragonès d'origen navarrès Juan Amor de Soria —que anys abans havia escrit un altre text que va quedar inèdit titulat Addiziones i notes històriques des de l'any 1715 fins al 1736.
En la Malaltia crònica... Juan Amor de Soria va defensar un austriacisme renovat que propugnava un model de monarquia "federal" per a Espanya proper al de la monarquia Constitucional per oposició a la centralista i uniformista monarquia absoluta borbònica, i en el qual exercirien un paper fonamental les Corts de cada regne —per a Amor de Soria la raó de la decadència de la Monarquia dels Àustries havia estat la no convocatòria de les Corts, «i d'aquesta omissió han nascut els majors mals dels regnes i la perillosa malaltia que avui pateixen». A més propugnava «germanar i concordar les dues corones [la de Castella i la d'Aragó] i les seves nacions, desfent i destruint una de les causes de la malaltia de la monarquia per la discòrdia i antipatia que entre elles ha regnat». Per aconseguir-ho les Corts de Castella, Aragó, València i Catalunya haurien de reunir-se cada set anys i que es formés una assemblea fixa formada per 11 diputats territorials (2 de Castella, 1 d'Andalusia, 1 de Granada, 1 de Múrcia, 1 de Galícia, 1 de Navarra i els territoris bascos i 4 de la Corona d'Aragó). Finalment defensava l'establiment d'un parlament de la monarquia que seria convocat cada deu anys i en el qual estarien integrats els diputats dels regnes, dos consellers de cada Consell Suprem i un secretari d'Estat nomenat pel rei. "En suma, la tendència a l'enfortiment del poder de la monarquia i de les estructures de govern en el camí de la construcció de l'Estat modern, Amor de Soria la feia compatible amb un esquema constitucionalista i territorialment plural, en les antípodes del model filipista", afirma Joaquim Albareda.
Un exemple representatiu d'aquest «austriacisme persistent», com el va anomenar l'historiador i economista català Ernest Lluch, pot ser un escrit anònim publicat el 1732 amb el títol de Remeis necessaris, justs i convenients per restablir la salut d'Europa, en el qual queda clar, com en altres textos, que el «cas dels catalans» no es referia exclusivament a les "llibertats" del Principat de Catalunya sinó a les de tots els «regnes i dominis» de la Monarquia d'Espanya. Així en l'opuscle es propugnava la formació d'una gran aliança a Europa per restablir l'equilibri europeu i per alliberar els espanyols que «gemeguen sota la més dura servitud del despotisme de la Casa de Borbó» i restaurar
| « | l'antiga llibertat dels espanyols i dels vassalls d'aquella gloriosa monarquia en aquests regnes i dominis, la segura observança de les seves lleis, dels seus furs, dels seus privilegis, de les seves llibertats i immunitats, l'autoritat de les seves Corts generals, com la van tenir en temps dels senyors reis Ferran i Isabel. | » |

La Guerra de Successió Polonesa va suposar un dur cop per a l'emperador Carles VI perquè va haver de renunciar als regnes de Nàpols i de Sicília, que van passar a l'infant Carles, primer fill del matrimoni entre Felip V i Isabel de Farnesio, encara que els ducats de Parma, de Piacenza i de Toscana van ser per a l'emperador. La pèrdua de Nàpols i Sicília va tenir unes conseqüències molt negatives per als exiliats austriacistes, ja que les rendes de les quals vivien procedien d'aquells territoris.